# Fortschritt ZT 323-A
Fortschritt ZT 323-A — ciągnik rolniczy produkowany w VEB Kombinat Fortschritt Landmaschinen w latach 1985 - 1992. 
Posiada 4-cylindrowy wolnossący silnik IFA, dwustopniowe sprzęgło przekazywało napęd na skrzynię biegów o 4 przełożeniach w przód i 2 w tył, pracujących w 3 zakresach. Na każdym przełożeniu można załączyć jeden półbieg sterowany elektropneumatycznie(przyciskiem na desce rozdzielczej) także za pomocą przycisków załączało się przedni napęd i blokady mechanizmów różnicowych (przedniej i tylnej osi).
Udźwig podnośnika wynosi około 4.500 kg. Ciągnik wyposażono w komfortową kabinę ogrzewaną i wentylowaną , hydrostatyczny układ kierowniczy i hydrauliczne sterowanie sprzęgła. WOM posiada dwie prędkości 540 i 1000 obr./min załączany jest dźwignią na prawej konsoli.
Układ elektryczny ciągnika został wyposażony m.in. w czujnik zanieczyszczenia filtra powietrza, czujnik zanieczyszczenia filtrów oleju (silnik), czujnik zanieczyszczenia filtra hydrauliki, świecę płomieniową i elektrozawory sterujące pneumatyką. Ponadto wyposażenie obejmowało: halogeny robocze, wycieraczka oraz spryskiwacz przedniej szyby, wentylacja kabiny, wskaźnik poziomu paliwa i ciśnienia pneumatyki. Instalacja elektryczna działała na napięciu 24V oraz wyposażona była w 2 akumulatory. Dodatkowym elementem ułatwiającym pracę było gniazdo świateł przyczepy zasilane napięciem 12V.

## Dane techniczne

### Silnik
- Typ silnika: 4 VD 14,5/12-1 SRW, 4-suwowy, wysokoprężny, chłodzony cieczą
- Zasilanie paliwem: wtrysk bezpośredni, rzędowa pompa wtryskowa
- Liczba cylindrów: 4
- Pojemność skokowa: 6560 cm²
- Stopień sprężania: 18:1
- Rodzaj komory: komora niedzielona typu Man-M
- Kolejność zapłonu: 1-3-4-2
- Moc maksymalna: 73,5 kW (100 KM) − przy 1800 obr./min
- Maksymalny moment obrotowy: 422 Nm − przy 1350 obr./min
- Skok tłoka: 145 mm
- Średnica cylindra: 120 mm